# Julija Čekaljovová
Julija Čekaljovová, rusky Юлия Владимировна Чекалёва (*6. února 1984 Vologda) je ruská běžkyně na lyžích. V prosinci 2017 byla na základě zprávy Oswaldovy komise zpětně vyškrtnuta z výsledkových listin OH 2014 a zároveň jí byl udělen doživotní zákaz účasti na olympijských hrách v jakékoliv funkci. Čekaljovová dál závodí, ovšem v sezoně 2017/18 startovala jen v méně prestižním Poháru FIS. Sportovní arbitrážní soud v Lausanne na konci ledna rozhodnutí MOV zrušil, Čekaljovová byla zařazena do skupiny 11 sportovců, kteří nemají úplně zrušený distanc, ale zákaz se týká jen ZOH 2018 v Pchjongčchangu.

## Největší úspěchy
- MS 2013 – 3. místo v běhu na 10 km volně
- MS 2013 – 3. místo ve štafetě